# Kasel-Golzig
Kasel-Golzig település Németországban, azon belül Brandenburgban. Lakosainak száma 664 fő (2023. december 31.).

## Népesség
A település népességének változása:
| Lakosok száma | 690  | 677  | 660  | 669  | 664  |
|               | 2017 | 2019 | 2021 | 2022 | 2023 |